# Día Mundial del Riñón
El Día Mundial del Riñón es una jornada de sensibilización que se celebra anualmente el segundo jueves de marzo desde 2006, establecida en ese mismo año por la Sociedad Internacional de Nefrología (ISN, por sus siglas en inglés) y la actual Federación Internacional de Fundaciones Renales - Alianza Mundial del Riñón (IFKF-WKA).

## Proclamación
La instauración de esta conmemoración fue promovida por la ISN y la IFKF-WKA, con el apoyo de organizaciones y sociedades médicas internacionales, incluida la Sociedad Española de Nefrología. El propósito es incrementar la conciencia pública y de las autoridades sanitarias acerca de la enfermedad renal crónica (ERC), identificada como uno de los desafíos de salud pública más significativos del siglo XXI.

## Celebración
El Día Mundial del Riñón se dedica a fomentar el conocimiento sobre la relevancia de la salud renal y la prevención de la ERC. Su objetivo es destacar la función vital de los riñones en el bienestar general y fomentar medidas preventivas. Se celebra el segundo jueves de marzo de cada año,la selección de la fecha tiene como fin amplificar el impacto de las campañas de sensibilización en un periodo óptimo para alcanzar una audiencia global. La primera celebración tuvo lugar en el año 2006, y desde entonces, ha reunido a médicos, pacientes, e instituciones de más de 60 países. 

## Temas
- 2006: ¿Tus riñones están bien?[6]
- 2007: Enfermedad Renal Crónica: Común , dañina y tratable[6]
- 2008: ¡Tus Maravillosos riñones![7]
- 2009: Protege tus riñones: Mantén tu presión baja[6]
- 2010: Proteja sus riñones, controle la diabetes[8]
- 2011: Proteja sus riñones, Cuide su corazón![9]
- 2012: Dona - Riñones de por vida - Recibe[10]
- 2013: Riñones de por vida – !Alto al ataque renal¡[11]
- 2014: La enfermedad renal crónica y el envejecimiento[12][13]
- 2015: Riñones sanos para todos[14][15]
- 2016: Niños y enfermedad renal. ¡Actúa a tiempo para prevenirla![16][17]
- 2017: Enfermedad Renal y Obesidad Una Vida Sana para Tener Riñones Sanos[18]
- 2018: Riñones y salud de la mujer: incluir, valorar, empoderar[19]
- 2019: La salud del riñón, para todos, en todas partes[20]
- 2020: La salud del riñón, para todos, en todas partes. Desde la prevención hasta la detección y el acceso equitativo a la atención médica[21]
- 2021: Salud renal para todos en todas partes: vivir bien con la enfermedad renal[22]
- 2022: Salud renal para todos - Superando las deficiencias de información para mejorar la salud renal[23]
- 2023: ¡Prepararse para lo inesperado, apoyando a los vulnerables![24]
- 2024: Salud renal para todos. Avanzando en el acceso equitativo a la atención y la práctica óptima de medicación[25]